# Saison 2 de V (2009)
Chronologie
Saison 1 de V (2009)
Cet article présente le guide des épisodes de la seconde saison de la série télévisée V, diffusée à partir du 4 janvier 2011 sur le réseau ABC.

## Distribution

### Acteurs principaux
- Elizabeth Mitchell : Erica Evans
- Morris Chestnut : Ryan Nichols
- Joel Gretsch : Père Jack Landry
- Charles Mesure : Kyle Hobbes[2]
- Logan Huffman : Tyler Evans
- Laura Vandervoort : Lisa
- Morena Baccarin : Anna
- Scott Wolf : Chad Decker

### Acteurs secondaires
- Jane Badler : Diana[3]
- Mark Hildreth (en) : Joshua
- Christopher Shyer : Marcus
- Nicholas Lea : Joe Evans
- Bret Harrison : Dr Sydney Miller[4]
- Roark Critchlow : Paul Kendrick
- Jay Karnes : Chris Bolling
- Oded Fehr : Eli Cohn
- Rekha Sharma : Sarita Malik
- Martin Cummins : Thomas
- Ona Grauer : Kerry Eltoff

## Épisodes

### Épisode 1:Après la pluie
- États-Unis /  Canada : 4 janvier 2011 sur ABC[1] / /A\[5]
- Belgique : 11 juillet 2011 sur Be 1
- France : 13 décembre 2011 sur TF1
- Suisse : 1er septembre 2011 sur TSR2
- Québec : 27 janvier 2012 sur V

- États-Unis : 6,59 millions de téléspectateurs[6] (première diffusion)

- Jane Badler (Diana)
- Bret Harrison (Dr. Sidney Miller)
- Rekha Sharma (Dr. Sarita Malik)
- Roark Critchlow (Paul Kendrick)
- Mark Hildreth (Joshua)
- Christopher Shyer (Marcus)

### Épisode 2:La Reine emprisonnée
Steve Shill
- États-Unis : 11 janvier 2011 sur ABC
- Belgique : 11 juillet 2011 sur Be 1
- France 13 décembre 2011 sur TF1
- Suisse : 1er septembre 2011 sur TSR2
- Québec : 3 février 2012 sur V

- États-Unis : 5,77 millions de téléspectateurs[7] (première diffusion)

- Jane Badler (Diana)
- Francoise Robertson (Melanie Singer)
- Keegan Connor Tracy (Eileen Rounick)
- John Shaw (Will Mabyee)
- Bret Harrison (Dr. Sidney Miller)
- Roark Critchlow (Paul Kendrick)
- Rekha Sharma (Dr. Sarita Malik)
- Mark Hildreth (Joshua)
- Christopher Shyer (Marcus)

### Épisode 3:Rendre l'âme
David Barrett
- États-Unis : 18 janvier 2011 sur ABC
- Belgique : 18 juillet 2011 sur Be 1
- France : 13 décembre 2011 sur TF1
- Suisse : sur TSR2
- Québec : 10 février 2012 sur V

- États-Unis : 5,7 millions de téléspectateurs[8] (première diffusion)

- Jane Badler (Diana)
- Bret Harrison (Dr. Sidney Miller)
- Roark Critchlow (Paul Kendrick)
- Rekha Sharma (Agent Sarita Malik)
- Mark Hildreth (Joshua)
- Christopher Shyer (Marcus)

### Épisode 4:Alliances contre nature
- États-Unis : 1er février 2011 sur ABC
- Belgique : 18 juillet 2011 sur Be 1
- France : 20 décembre 2011 sur TF1
- Québec : 17 février 2012 sur V

- États-Unis : 5,29 millions de téléspectateurs[9] (première diffusion)

- Jane Badler (Diana)
- Oded Fehr (Eli Cohen)
- Jay Karnes (Chris Bolling)
- Ty Olsson (Jeffrey)
- Alan Tudyk (Dale Maddox)
- Lucas Wolf (Samuel)
- Nicholas Lea (Joe Evans)
- Jesse Wheeler (Brandon)
- Ona Grauer (Kerry Eltoff)
- Zak Santiago Alam (John Fierro)

### Épisode 5:Concordia
- États-Unis : 8 février 2011 sur ABC
- Belgique : 25 juillet 2011 sur Be 1
- France : 20 décembre 2011 sur TF1
- Québec : 24 février 2012 sur V

- États-Unis : 5,4 millions de téléspectateurs[10] (première diffusion)

- Martin Cummins (Thomas)
- Oded Fehr (Eli Cohn)
- Jay Karnes (Chris Bolling)
- Ona Grauer (Kerry Eltoff)
- Nicholas Lea (Joe Evans)
- Peter Bryant (Neil Stern)

### Épisode 6:Bouclier humain
- États-Unis : 15 février 2011 sur ABC
- Belgique : 25 juillet 2011 sur Be 1
- France : 20 décembre 2011 sur TF1
- Québec : 2 mars 2012 sur V

- États-Unis : 5,43 millions de téléspectateurs[11] (première diffusion)

- Jane Badler (Diana)
- Zak Santiago Alam (John Fierro)
- Adrian Holmes (Agent Caldwell)
- Jay Karnes (Chris Bolling)
- Oded Fehr (Eli Cohn)
- Martin Cummins (Thomas)
- Ona Grauer (Kerry Eltoff)
- Nicholas Lea (Joe Evans)
- Roark Critchlow (Paul Kendrick)
- Christopher Shyer (Marcus)

### Épisode 7:Sélection artificielle
- États-Unis : 22 février 2011 sur ABC
- Belgique : 1er août 2011 sur Be 1
- France : 27 décembre 2011 sur TF1
- Québec : 9 mars 2012 sur V

- États-Unis : 5,14 millions de téléspectateurs[12] (première diffusion)

- Charlie Carrick (Rafael Mendoza)
- Raahul Singh (Singh)
- Mark Hildreth (Joshua)
- Bret Harrison (Dr. Sidney Miller)
- Kal Weber (Pryce)
- Jane Badler (Diana)
- Zak Santiago Alam (John Fierro)
- Martin Cummins (Thomas)

### Épisode 8:La fin justifie les moyens
- États-Unis : 1er mars 2011 sur ABC
- Belgique : 1er août 2011 sur Be 1
- France : 27 décembre 2011 sur TF1
- Québec : 16 mars 2012 sur V

- États-Unis : 5,04 millions de téléspectateurs[13] (première diffusion)

- Jane Badler (Diana)
- Kal Weber (Pryce)
- Bret Harrison (Dr. Sidney Miller)
- Raahul Singh (Singh)
- Charlie Carrick (Rafael)
- Christopher Shyer (Marcus)
- Mark Hildreth (Joshua)
- Martin Cummins (Thomas)

### Épisode 9:L'invasion est en marche
- États-Unis : 8 mars 2011 sur ABC
- Belgique : 8 août 2011 sur Be 1
- France : 27 décembre 2011 sur TF1
- Québec : 23 mars 2012 sur V

- États-Unis : 4,98 millions de téléspectateurs[14] (première diffusion)

- Jane Badler (Diana)
- Christopher Shyer (Marcus)
- Mark Hildreth (Joshua)
- Roark Critchlow (Paul Kendrick)
- Zak Santiago Alam (John Fierro)
- Ona Grauer (Kerry Eltoff)
- Bret Harrison (Dr. Sidney Miller)
- Martin Cummins (Thomas)

### Épisode 10:La Fin du monde
- États-Unis : 15 mars 2011 sur ABC ;
- Belgique : 8 août 2011 sur Be 1 ;
- France : 28 décembre 2011 sur TF1 ;
- Québec : 30 mars 2012 sur V.

- États-Unis : 5,51 millions de téléspectateurs[15] (première diffusion)

- Christopher Shyer (Marcus) ;
- Marc Singer (Lars Tremont) ;
- Jane Badler (Diana) ;
- Jay Karnes (Chris Bolling) ;
- Mark Hildreth (Joshua) ;
- Martin Cummins (Thomas) ;
- Roark Critchlow (Paul Kendrick).

- Le dernier épisode de la saison 2 voit beaucoup de morts parmi les héros et protagonistes de la série, la fin offrant néanmoins des révélations assez spectaculaires.
- Dans cet épisode, Diana, Ryan et Tyler meurent. Le destin de Kyle est remis en question, tout comme celui de Jack & Chad. Erica se fait recruter par une force armée tandis que Lisa est emprisonnée sur le vaisseau mère. Quant à Anna, elle met en place ses plans machiavéliques et déploie sa "béatitude" ("Bliss") sur l'humanité.
- La fin de l'épisode signe le retour de Marc Singer qui avait joué le rôle de Mike Donovan dans la série originelle.
- Ce dixième épisode met un terme à la série et, malgré les réponses apportées par la fin ouverte, les deux camps (Humains et Visiteurs) sont en position de force (Erica intègre un groupe international anti-Visiteurs prêt à tout pour éliminer les V, qui s'apprête à passer à l'attaque ; Anna, quant à elle, parvient à contrôler les humains avec le « Bliss » ; et de nouveaux vaisseaux s'approchent de la Terre), et on ignore lequel des deux gagnera le combat.